# Acciano (higo)
Acciano es un cultivar de higuera de tipo higo común Ficus carica autofértil, bífera es decir con dos cosechas por temporada es decir las brevas de primavera-verano, y los higos de verano-otoño, de higos con epidermis con color de fondo púrpura y sobre color bandas de color púrpura más oscuro con numerosas lenticelas de color blanco. Se localiza en la región de Acciano, Abruzos en Italia, también cultivado en jardines particulares y colecciones en Estados Unidos.

## Sinonimia
- „Paradiso Nero“,[6][7][8]

## Historia
Esta variedad de higuera es oriunda de la región de Acciano, Abruzos en Italia.

## Características
La higuera 'Acciano' es un árbol de tamaño grande, con un porte esparcido, muy vigoroso, muy fértil en la cosecha de higos; sus hojas son mayormente pentalobuladas (5 lóbulo) con el lóbulo nº 3 el central mayor que el resto y con mayor indentación. Es una variedad bífera de tipo higo común, de producción escasa de brevas y abundante de higos jugosos y dulces.
Las brevas son grandes pero escasas con un sabor suave, pero absolutamente delicioso, dulce con ligero sabor a higo, leve miel, algo viscoso, sin acidez notable. Los higos son de tipo mediano de 30 gramos, de forma globosa, costillas marcadas; cuello grueso y corto de color verde claro; pedúnculo corto de color verde con escamas ostiolares grandes de color verde amarillo con ribete marrón; su epidermis delgada es de textura suave, con color de fondo púrpura y sobre color bandas de color púrpura más oscuro con numerosas lenticelas de color blanco; pueden presentar numerosas grietas reticulares. La carne (mesocarpio) de tamaño medio de grosor irregular y de color rosado; ostiolo de tamaño mediano con escamas ostiolares semi adheridas del mismo color de la epidermis; cavidad interna pequeña, mesocarpio de tipo medio de color rosado; aquenios numerosos; pulpa jugosa muy dulce, de color ambarino claro a rosado y sabor .

## El cultivo de la higuera
Los higos 'Acciano' son aptos para la siembra con protección en USDA Hardiness Zones 7 a más cálida, su USDA Hardiness Zones óptima es de la 8 a la 10. El fruto de este cultivar es de tamaño mediano, jugoso y muy dulce.
Se localiza en la región de Acciano, Abruzos en Italia], también cultivado en jardines particulares y colecciones en Estados Unidos.